# Archimede (sommergibile 1933)
L'Archimede è stato un sommergibile della Regia Marina. Ceduto alla Marina spagnola, assunse il nome di General Mola.

## Storia

Il varo dellArchimede

### Nella Regia Marina
Prestò servizio per la Regia Marina per soli tre anni.
Una volta ultimato entrò a far parte – unitamente ai gemelli – della XII Squadriglia Sommergibili (III Flottiglia), con base a Taranto. Tale formazione diventò poi la 44ª Squadriglia ed in seguito la 41ª, inquadrata nel IV Gruppo Sommergibili di Taranto; l’Archimede fu poi dislocato a Tobruk.
Nel 1937 prese clandestinamente parte alla guerra di Spagna. Partì da Napoli per la sua unica missione di questo tipo, al comando del capitano di corvetta Sergio Lusena, il 1º gennaio, portandosi al largo di Barcellona dove cercò in 12 occasioni di attaccare unità sospette, senza mai giungere al lancio dei siluri; rientrò nel capoluogo partenopeo quindici giorni.

### Nella Marina spagnola
Si decise poi, su pressione da parte di Francisco Franco e della Marina spagnola nazionalista, di cederlo alla Spagna assieme ad un'unità gemella, il Torricelli: il 19 aprile 1937, dopo lavori effettuati a La Spezia, fu provvisoriamente denominato C. 3 (il nome era quello di un sommergibile spagnolo repubblicano, silurato e affondato dal tedesco U. 34 con soli tre sopravvissuti, e la cui sorte era sconosciuta alle autorità spagnole: in questo modo si voleva nascondere l'acquisizione di un sommergibile italiano da parte delle forze franchiste) e raggiunse l'isola di Cabrera; l'equipaggio italiano fu sbarcato (rimpatriò sul cacciatorpediniere Pigafetta) e sostituito da uno spagnolo. 

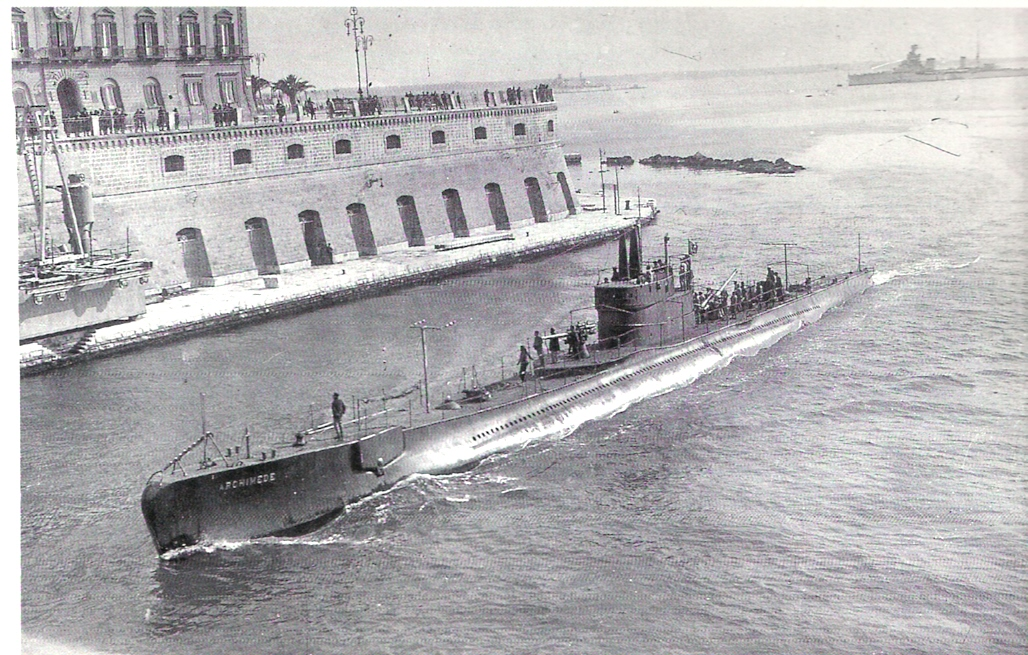
LArchimede a Taranto

 L'indomani, al comando del capitano di corvetta Pedro Suanzes, il sommergibile si portò a Pollenza per l'addestramento; ribattezzato poi General Mola, iniziò la sua prima missione il 13 maggio 1937 e diciassette giorni dopo affondò col cannone il motoveliero Granada (234 tsl) al largo di Soller, mentre il 4 aprile mandò a fondo il piroscafo Rapido. 
Il 29 giugno cannoneggiò la nave cisterna Campero (6282 tsl) dovendo però ritirarsi prima di poterla affondare a causa di un attacco aereo, mentre il 26 luglio affondò il piroscafo Cabo Palos (6432 tsl). Infine l'11 gennaio 1938 silurò il piroscafo olandese Hannah (3697 tsl), che affondò al largo di Capo Sant'Antonio. 
Successivamente fu rimosso uno dei due cannoni da 100 mm, quello di poppa.
Fu radiato il 24 maggio 1959; mentre veniva trainato verso il cantiere di demolizione, nel dicembre 1959, affondò in una tempesta.

#### Comandanti del General Mola
| Grado                | Comandante                       | Dal        | Al         |
| -------------------- | -------------------------------- | ---------- | ---------- |
| Capitano di Corvetta | Rafael Fernández de Bobadilla    | 22-4-1937  | 17-6-1938  |
| Capitano di Corvetta | Melchor Ordóñez Mapelli          | 17-6-1938  | 8-7-1940   |
| Capitano di Corvetta | Luis Huerta de los Ríos          | 8-7-1940   | 3-7-1941   |
| Capitano di Corvetta | Joaquín Cervera Cervera          | 3-7-1941   | 21-7-1942  |
| Capitano di Corvetta | Manuel Cervera Cabello           | 28-7-1942  | 15-1-1944  |
| Capitano di Corvetta | Gonzalo Díaz García              | 15-1-1944  | 05-9-1946  |
| Capitano di Corvetta | José L. Rodríguez Torres         | 5-9-1946   | 29-10-1948 |
| Capitano di Corvetta | Luis Arévalo Pelluz              | 29-10-1948 | 24-11-1950 |
| Capitano di Corvetta | Enrique Rolamdi Gaite            | 24-11-1950 | 12-12-1952 |
| Capitano di Corvetta | Francisco Javier Elizalde Lainez | 12-12-1952 | 01-09-1954 |
| Capitano di Corvetta | Enrique González Romero          | 1-9-1954   | 7-9-1956   |
| Capitano di Corvetta | Tomás Clavijo Navarro            | 7-9-1956   | 10-7-1958  |
| Tenente di vascello  | Jacinto García Abajo             | 10-7-1958  | 24-5-1959  |